# Jonathan Melvoin
Jonathan Melvoin (6 de diciembre de 1961 - 12 de julio de 1996) fue un teclista de The Smashing Pumpkins en su gira en apoyo al disco Mellon Collie and the Infinite Sadness, lanzado en 1995. Era también un talentoso baterista.
Era hijo del pianista de jazz Mike Melvoin y hermano de Susannah y Wendy Melvoin de Prince and the Revolution. Figura en los créditos de esta banda en el álbum Around the World in a day, en el tema Tambourine; según el ingeniero Bill Jackson participó junto con su hermana Wendy en la grabación del tema Around the World in a day. También intervino en el álbum siguiente, Parade, en la canción Do U Lie? donde figura en los créditos como baterista.
Falleció en 1996, durante la exitosa gira de los Smashing Pumpkins, en una habitación de hotel de Nueva York luego de haber sufrido una sobredosis de heroína junto al baterista Jimmy Chamberlin. Hay mucho misterio y especulación acerca de los hechos que sucedieron. Chamberlin fue aconsejado colocar la cabeza de Melvoin bajo la ducha e intentar reanimarlo hasta que llegaran los paramédicos. Desafortunadamente, Melvoin fue declarado muerto en el lugar. Como consecuencia, Chamberlin fue despedido de la banda. Según la banda, ya habían ocurrido sobredosis por parte de Chamberlin y Melvoin en el pasado. Melvoin ya había sido despedido, pero continuaba de gira hasta que terminara un segmento de ésta. La gira continuó, tomando el lugar en los teclados Dennis Flemion.
The Smashing Pumpkins no fueron invitados al funeral.
- Datos: Q1703258